# Siège de Saint-Jean-d'Acre (1291)
Pour l’article homonyme, voir Siège de Saint-Jean-d'Acre.
Croisade
Batailles
- Krak des Chevaliers
- Tripoli (2e)
- Tripoli (3e)
- Saint-Jean-d'Acre
- Ruad

Le siège de Saint-Jean-d'Acre est un siège militaire livré en 1291 qui se solda par la prise de la ville par les mamelouks et la fin du royaume de Jérusalem. Cet événement qui représente la perte des dernières positions latines en Orient est fréquemment considéré par les historiens comme marquant la fin de la période des croisades médiévales.

## Une paix précaire
Profitant des discordes entre les différentes factions de la ville de Tripoli, le sultan mamelouk Qala'ûn avait conquis la ville le 28 avril 1289. 
Henri II, roi de Chypre et de Jérusalem réussit cependant à négocier en mars 1289 une trêve de dix ans avec Qala'ûn, mais celui-ci meurt le 6 décembre 1290. Son fils Al-Ashraf Khalil entend profiter du moindre prétexte pour reprendre les hostilités. L'ancien royaume de Jérusalem est alors composé des villes de Saint-Jean-d'Acre, Beyrouth, Tyr, Saïda et de la forteresse d'Hatlith,,.

## La croisade populaire des Italiens
Une croisade de pèlerins non combattants arrive alors à Saint-Jean-d'Acre. Sans aucune expérience militaire, ces pèlerins imaginent que leur bonne volonté suffirait à reprendre Jérusalem. Sans connaissance de la situation politique de la Terre sainte, ils accusent les Latins d'Orient de complaisance à l'égard des musulmans, n'hésitant pas à les qualifier de traîtres à la cause chrétienne. Ils refusent le principe de la trêve. Par sécurité, une interdiction de quitter la ville leur est intimée.
Ils passent à l'action dès le 13 mars 1291, en massacrant des paysans musulmans venus en ville vendre leur production. Ils ne s'arrêtent pas à ce premier massacre. Ils envahissent le bazar et égorgent les marchands supposés musulmans. 
Atterrés, les consuls de la ville et les grands maîtres des ordres militaires préfèrent alors avertir directement le sultan Al-Ashraf, lequel réclame le châtiment des coupables,,. Seul Guillaume de Beaujeu, grand maître de l'ordre du Temple plaide pour l'exécution des criminels. Les autres membres du conseil de Saint-Jean-d'Acre sont persuadés que le sultan se contentera d'excuses. De plus, ces derniers ne croient pas à la déclaration de guerre du mamelouk, pensant qu'il s'agit uniquement de menaces. Par conséquent, des ambassadeurs sont envoyés chargés de présents pour l'amadouer, mais sont jetés en prison par Al-Ashraf,.

## Le siège de la ville

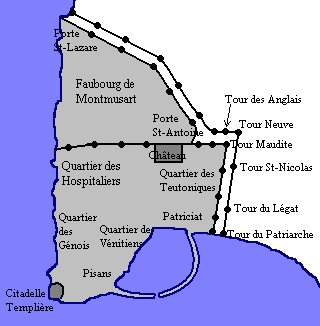
Plan de la ville de Saint-Jean-d'Acre au XIIe siècle.

Le sultan Al-Ashraf arrive devant Saint-Jean-d'Acre le 5 avril 1291 et entame immédiatement le siège. En plus d'une armée de 220 000 soldats , il dispose de nombreuses machines de siège. La ville abrite 30 000 à 40 000 habitants, dont 16 000 soldats .
Le sultan fait placer ses quatre énormes catapultes à des emplacements stratégiques, face aux plus importantes tours de défense de la ville, et des mangonneaux et balistes dans les intervalles. Le 15 avril, Guillaume de Beaujeu tente une sortie à la tête des Templiers. Ils surprennent les avant-postes, mais leurs chevaux trébuchent dans les cordages et les musulmans se ressaisissent. Les Templiers parviennent difficilement à retourner en ville et leur tentative d'incendier une des catapultes a échoué. Ils tentent à nouveau l'opération quelques jours plus tard, sans succès.
Le 4 mai, le roi Henri II débarque à Saint-Jean-d'Acre, avec 200 chevaliers, 500 fantassins et des vivres en quantité. Le courage des assiégés remonte et Henri II, en tant que roi de Jérusalem essaye de traiter avec le sultan : celui-ci exige la reddition pure et simple de la ville, et accorde la vie sauve aux habitants. Le 7 mai, Henri repart vers Chypre, en laissant son armée sur place,.
Le bombardement de la ville par les machines de guerre mamelouks s'intensifie, et des esclaves creusent des mines sous les principales tours. Le 15 mai, une partie de la Tour Neuve s'écroule. Guillaume de Beaujeu fait construire une tour en bois (ou chat) pour combler la brèche, mais n'y parvient que de manière incomplète. Une tempête au large empêche l'évacuation des femmes et des enfants par la mer. Les quelques navires déjà partis sont obligés de revenir se réfugier au port. Le vendredi 18 mai 1291, à l'aube, les Musulmans lancent l'assaut. Ils prennent pied sans difficulté dans la Tour Neuve, puis se divisent en deux groupes pour s'emparer de la zone entre les deux enceintes et bombarder les assiégés de feux grégeois et de flèches,. 
Guillaume de Beaujeu, grand maître du Temple, et Jean de Villiers, grand maître de l'ordre des Hospitaliers, longtemps rivaux et réconciliés à l'heure du danger, défendent le point le plus menacé, la porte Saint-Antoine. Atteint d'une flèche sous l'aisselle, Guillaume se retire du combat. Des croisés lui crient : « Pour Dieu, sire, ne partez pas, car la ville sera bientôt perdue ! », ce à quoi Guillaume répond « Seigneurs, je ne peux plus, car je suis mort, voyez le coup. » On l'emporte à la commanderie du Temple où il expire quelques heures plus tard. Jean de Villiers, également grièvement blessé, est transporté sur un navire en direction de Chypre. Les Mamelouks prennent alors la porte Saint-Antoine et se ruent dans la ville, massacrant les habitants. Certains tentent de fuir avec les navires dont quelques-uns, surchargés, coulent,.
Dix mille habitants ont pu se réfugier dans la Voûte d'Acre, la citadelle des Templiers, qui tient encore et dont la défense est assurée par Thibaud Gaudin et Pierre de Sevry, maréchal du Temple. Cette citadelle donne sur la mer et les rescapés peuvent embarquer pour se réfugier à Chypre. Pendant dix jours, la citadelle résiste aux bombardements incessants, avant de succomber à son tour, le 28 mai,.

## Conséquences
Cette conquête marque la fin de la présence franque en Terre sainte. En effet, la bailli de Tyr et sa garnison évacuent peu après cette place forte,  l'une des mieux fortifiées de Terre Sainte aux yeux des chrétiens. Le nouveau grand maître des Templiers, Thibaud Gaudin, ainsi que les Templiers se sont repliés à Sidon. Sa population est évacuée et Thibaud part pour Chypre, prétendant aller chercher des renforts, mais ne revient pas. Sidon est prise le 14 juillet. Se fiant aux promesses de paix du sultan, les habitants de Beyrouth lui ouvrent les portes le 21 juillet et le système de capitation fut mis en place, et seuls les Templiers de la commanderie furent pendus haut et court.
Les 3 et 14 août suivants, les places fortes de Tortose et de Château-Pèlerin sont évacuées sans combat. Seules deux cités en Terre sainte restent chrétiennes : l'îlot d'Arouad, au sud de Tortose, est tenu par les Templiers, et la ville de Gibelet, confiée au seigneur, Pierre Embriaco, ami du sultan. Celui-ci la lui avait rendue en 1289 après l'avoir prise au comte de Tripoli. Ces deux ports sont abandonnés en 1302.